# サムシング・フォー
サムシング・フォー（Something Four：和製英語）は、結婚式における欧米の慣習。欧米では最初の言葉から、｢何かひとつ古いもの｣（en:Something old / fr:Quelque chose de vieuxなど）と呼ばれることが多い。

## 概要
結婚式で花嫁が以下の4つのものを身につけると幸せになれるという。
1.なにかひとつ古いもの（Something Old）
祖先、伝統などをあらわす。先祖代々伝わった、あるいは家族から譲られた宝飾品を当てるのが一般的だが母や祖母の結婚衣裳、または結婚衣裳に使われたヴェールやレース、リボンなどの飾りなどを使用することもある。
2.なにかひとつ新しいもの（Something New）
これから始まる新生活をあらわす。新調したものなら何でも良いが一般的には白いものを用意する。花嫁衣裳の一部である白いサテン製の上靴や長手袋などをこれに当てることが多い。
3.なにかひとつ借りたもの（Something Borrowed）
友人や隣人との縁をあらわす。幸せな結婚生活を送っている友人や隣人から持ち物を借りることにより、その幸せにあやかる。ハンカチやアクセサリーを借りるのが一般的である。
4.なにかひとつ青いもの（Something Blue）
聖母マリアのシンボルカラーである青、つまり純潔をあらわす。このサムシング・ブルーは目立たない場所につけるのが良いとされており、白いガーターに青いリボン飾りをつけたものを用意するのが一般的である。

## 由来
この習慣の由来は、以下のイギリスの古いマザー・グースの詩にある。
| Something old, something new, something borrowed, something blue, and a sixpence in her shoe. | なにかひとつ古いもの、なにかひとつ新しいもの、 なにかひとつ借りたもの、なにかひとつ青いもの、 そして靴の中には6ペンス銀貨を。 |

欧米でこの歌は親しまれ、この習慣も一般的である。日本でも近年、ブライダル産業の喧伝などにより、知られるようになった。

## サムシング・フォーをモチーフとした作品
- 愛天使伝説ウェディングピーチ - 物語のキーアイテムとして登場。